# Disraeli (film 1929)
Disraeli – amerykański dramat biograficzny z 1929 roku w reżyserii Alfreda E. Greena, poświęcony postaci brytyjskiego premiera Benjamina Disraeliego.

## Obsada
- George Arliss
- Doris Lloyd
- David Torrence
- Joan Bennett

## Nagrody i nominacje
| Nazwa nagrody | Wygrane                                                | Nominacje                                                                                               |
| ------------- | ------------------------------------------------------ | --- |
| Oscar         | 1930 * Najlepszy aktor pierwszoplanowy (George Arliss) | 1930 * Najlepszy film (wytwórnia Warner Bros.) * Najlepsze osiągnięcie scenariuszowe (Julian Josephson) |